# Кідісвілл (Меріленд)
Кідісвілл (англ. Keedysville) — місто (англ. town) в США, в окрузі Вашингтон штату Меріленд. Населення — 1213 особи (2020).

## Географія
Кідісвілл розташований за координатами 39°29′11″ пн. ш. 77°41′56″ зх. д. / 39.48639° пн. ш. 77.69889° зх. д. (39.486404, -77.699007).  За даними Бюро перепису населення США в 2010 році місто мало площу 2,37 км², уся площа — суходіл.

## Демографія
Згідно з переписом 2010 року, у місті мешкали 1152 особи в 391 домогосподарстві у складі 319 родин. Густота населення становила 485 осіб/км².  Було 407 помешкань (172/км²).
Расовий склад населення:
| - 94,5 % — білих - 3,5 % — чорних або афроамериканців - 0,2 % — азіатів |

До двох чи більше рас належало 1,0 %. Частка іспаномовних становила 2,9 % від усіх жителів.
За віковим діапазоном населення розподілялося таким чином: 28,2 % — особи молодші 18 років, 63,2 % — особи у віці 18—64 років, 8,6 % — особи у віці 65 років та старші. Медіана віку мешканця становила 37,2 року. На 100 осіб жіночої статі у місті припадало 103,2 чоловіків;  на 100 жінок у віці від 18 років та старших — 99,3 чоловіків також старших 18 років.
Середній дохід на одне домашнє господарство  становив 97 644 долари США (медіана — 92 500), а середній дохід на одну сім'ю — 104 313 долари (медіана — 99 643). Медіана доходів становила 66 250 доларів для чоловіків та 55 139 доларів для жінок. За межею бідності перебувало 1,9 % осіб, у тому числі 1,8 % дітей у віці до 18 років та 3,1 % осіб у віці 65 років та старших.
Цивільне працевлаштоване населення становило 618 осіб. Основні галузі зайнятості: роздрібна торгівля — 19,4 %, освіта, охорона здоров'я та соціальна допомога — 14,6 %, публічна адміністрація — 12,8 %, науковці, спеціалісти, менеджери — 12,8 %.